# 君にHITOMEBORE
「君にHITOMEBORE」(きみにヒトメボレ)は、Sexy Zoneの8作目のシングル曲。2014年11月19日発売。発売元はポニーキャニオン。

## 概要
前作の「男 never give up」に続いて中島健人、菊池風磨、佐藤勝利のメインメンバーによるシングル。
表題曲は、NHK「第65回NHK紅白歌合戦」にて5人体制で披露された。
初回限定盤4種、通常盤、Sexy Zone Shop盤3種、ミュージックカード12種の計20種で発売された。

## チャート成績
本作は初週33.6万枚を売り上げ、2014年12月1日付のオリコンランキングで初登場1位を記録し、同日に発売されたMr.Childrenのシングル「足音 〜Be Strong」を破り、同アーティストが持っていたシングル30作初動売上連続首位の記録を途絶えさせた。また、初週売上30万枚突破は自身初となり、8作連続首位獲得にもなった。しかし一方でサウンドスキャンが集計するBillboard JapanのシングルCD売上ランキングであるTop Single Salesではミュージックカードが集計対象外だったため同週のランキングでは2位となり、盤種別でのランキングでは「君にHITOMEBORE (初回限定盤A)(DVD付)」の3位が最高位だった。

## 収録内容

### CD

#### 通常盤
1. 君にHITOMEBORE [4:54]
作詞：岩里祐穂、作曲：井手コウジ、編曲：鈴木雅也
  - 中島健人主演 テレビ朝日系金曜ナイトドラマ『黒服物語』主題歌
2. Trophy [4:08]
作詞：上中丈弥、作曲：川口進/Joakim Bjornberg/Christofer Erixon、編曲：生田真心
3. レディ・スパイシー [4:31]
作詞・作曲：堂島孝平、編曲：CHOKKAKU
4. Snow & Stars [4:21]
作詞：岩里祐穂、作曲：サミュエル・ワエルモ/Fredrik Samsson、編曲：鈴木Daichi秀行
5. 君にHITOMEBORE -Inst.-
6. Trophy -Inst.-
7. レディ・スパイシー -Inst.-
8. Snow & Stars -Inst.-

#### 初回限定盤A/C
1. 君にHITOMEBORE
2. Trophy
3. レディ・スパイシー

#### 初回限定盤B/D
1. 君にHITOMEBORE
2. Trophy
3. Snow & Stars

#### Sexy Zone Shop盤K
1. 君にHITOMEBORE
2. Trophy
3. スペシャルボイス 中島健人 ver.1〜5

#### Sexy Zone Shop盤S
1. 君にHITOMEBORE
2. Trophy
3. スペシャルボイス 佐藤勝利 ver.1〜5

#### Sexy Zone Shop盤F
1. 君にHITOMEBORE
2. Trophy
3. スペシャルボイス 菊池風磨 ver.1〜5

### DVD

#### 初回限定盤A
1. 「君にHITOMEBORE」Music Clip

#### 初回限定盤B
1. Making of「君にHITOMEBORE」Music Clip & Jacket Shooting

#### 初回限定盤C
1. Special Movie in Grand Canyon/USA

#### 初回限定盤D
1. Special Movie in Los Angeles/USA

### ミュージックカード

#### ダウンロード音源
1. 君にHITOMEBORE

#### 視聴映像
※期間限定デビュー3周年記念スペシャル視聴映像。
1. 「Sexy Zone」Summer Concert 2014 さいたまスーパーアリーナ公演より

## 特典

### 封入特典

#### 初回限定盤A
- 中島健人チェンジングジャケット（3種のうち1種）

#### 初回限定盤B
- 佐藤勝利チェンジングジャケット（3種のうち1種）

#### 初回限定盤C
- 菊池風磨チェンジングジャケット（3種のうち1種）

#### 初回限定盤D
- チェンジングジャケット（集合3種のうち1種）

#### 通常盤
※初回プレス仕様のみ
- ピクチャーレーベル

#### Sexy Zone Shop盤K
- HITOMEBOREポストカード中島健人ver

#### Sexy Zone Shop盤S
- HITOMEBOREポストカード佐藤勝利ver.

#### Sexy Zone Shop盤F
- HITOMEBOREポストカード菊池風磨ver.

### ダウンロード特典

#### デビュー3周年記念ポニカ Type-A
- デビュー3周年記念 待受画像A（6種のうち1種）

#### デビュー3周年記念ポニカ Type-B
- デビュー3周年記念 待受画像B（6種のうち1種）

### 同時購入特典
※Sexy Zone Shop盤（いずれか）と、デビュー3周年記念ポニカ Type-A/B 6枚セットの同時購入が対象。
- ミニクリアファイル（ソロver.5種+集合ver.）

### 予約期間購入特典
※Sexy Zone Shopでの購入が対象。
- A賞：Sexy Zone デビュー3周年記念イベントご招待（2014年11月16日）
  - 佐藤、中島、菊池、マリウス葉、松島聡、ジャニーズJr.（予定）とのハイタッチ会
- B賞：Debut Single「Sexy Zone」オリジナルパーカー（デビュー3周年記念 復刻デザイン）×200名